# Budō aux Jeux olympiques d'été de 1964
Le budō fait partie des deux sports de démonstration présents au programme olympique officiel des Jeux olympiques d'été de 1964. L'article 43 du règlement du CIO stipulait que le comité d'organisation peut ajouter au programme des démonstrations de deux sports, l'un étant un sport national, l'autre un sport non pratiqué dans le pays organisateur (en l'occurrence le baseball).
Le budō regroupe les arts martiaux japonais dont les plus connus sont le karaté-do, le judo, l’aïkido et le kendo. Le Judo fait lui partie des épreuves officielles. Le 19 novembre, des matches de judo sont d'ailleurs inscrits comme démonstration.
La démonstration a lieu le 25 octobre 1964 au Nippon Budokan et comptabilise près de 9 000 entrées. Trois compétitions ont été disputées: kendo (escrime japonaise), kyudo (tir à l'arc japonais) et le sumo.

## Source
- (en) [PDF] Le rapport officiel du comité d’organisation des Jeux du XVI Olympiade Melbourne 1956, p. 716-715